# Aleja

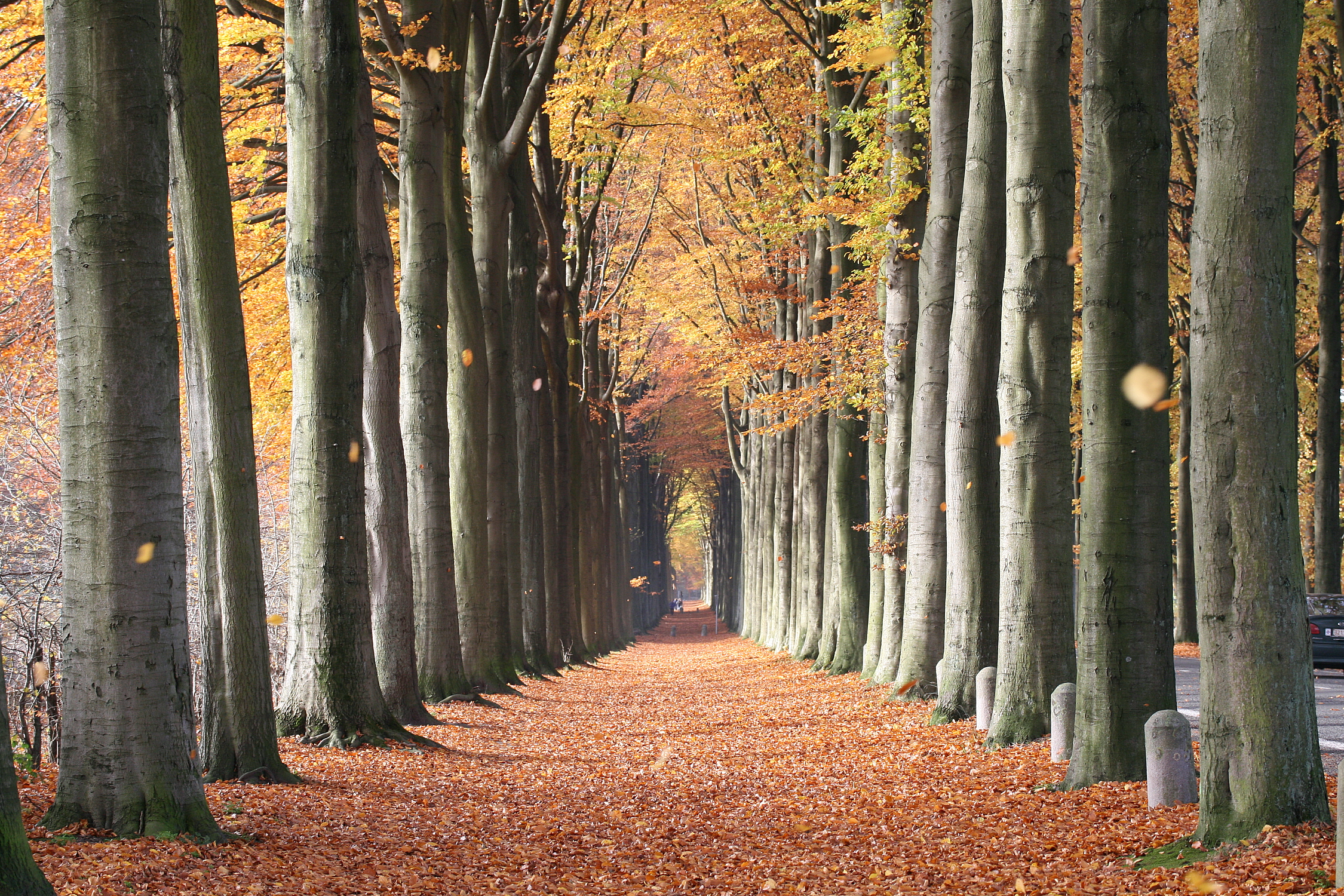
Aleja piesza obsadzona po obu stronach bukami zwyczajnymi

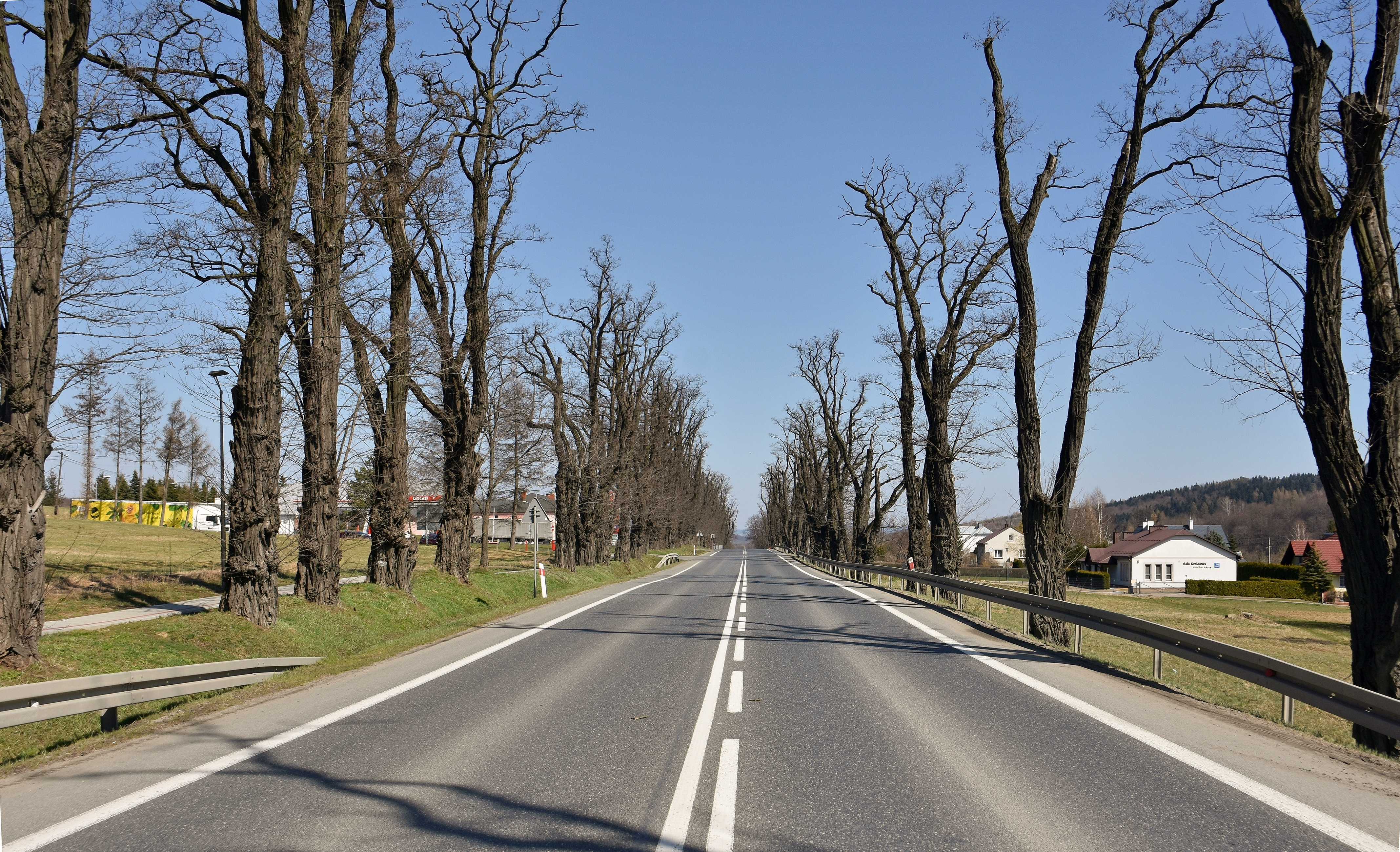
Aleja robinii akacjowej w Dukli

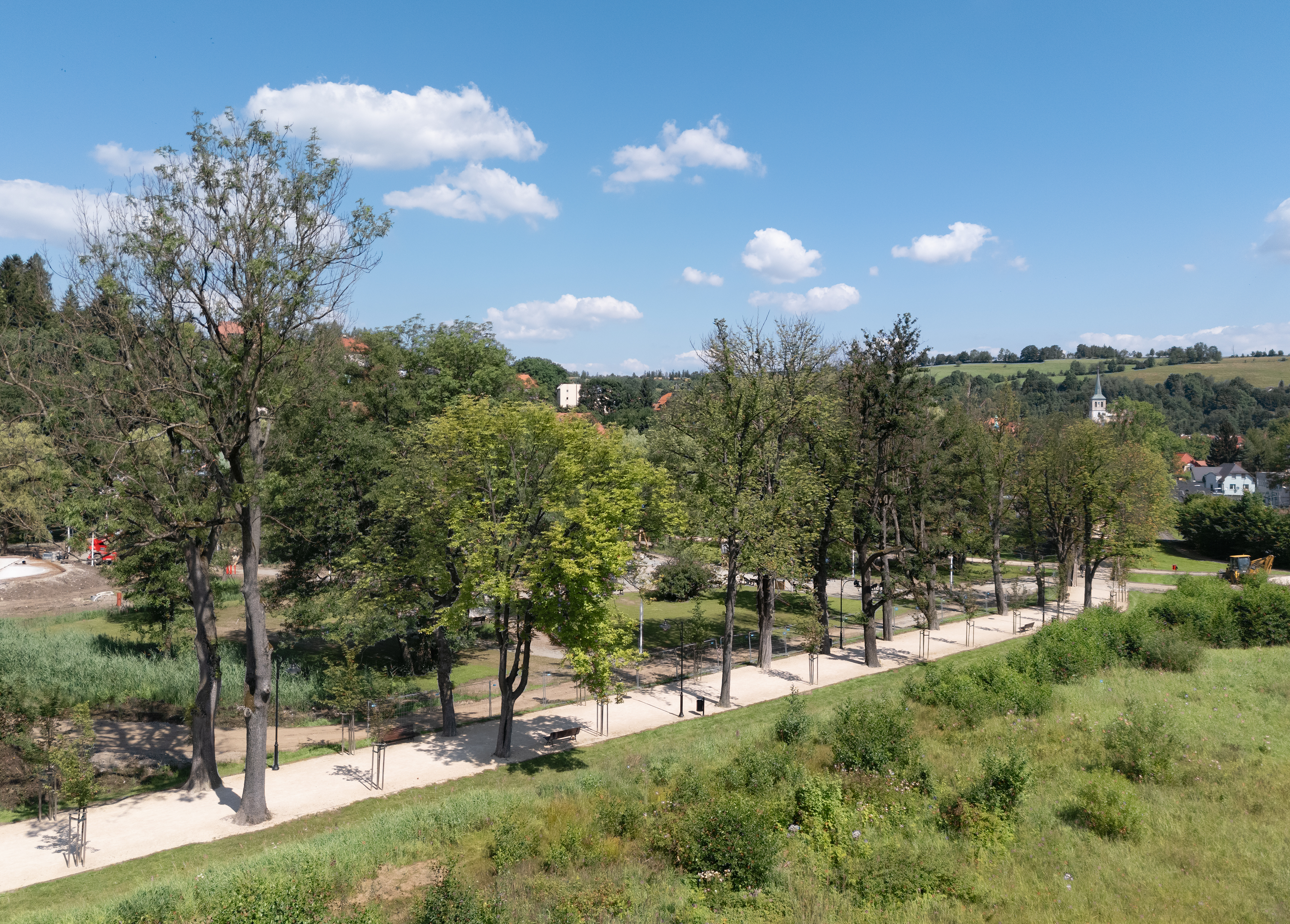
Zabytkowa aleja lipowo-kasztanowcowa w Dusznikach-Zdroju

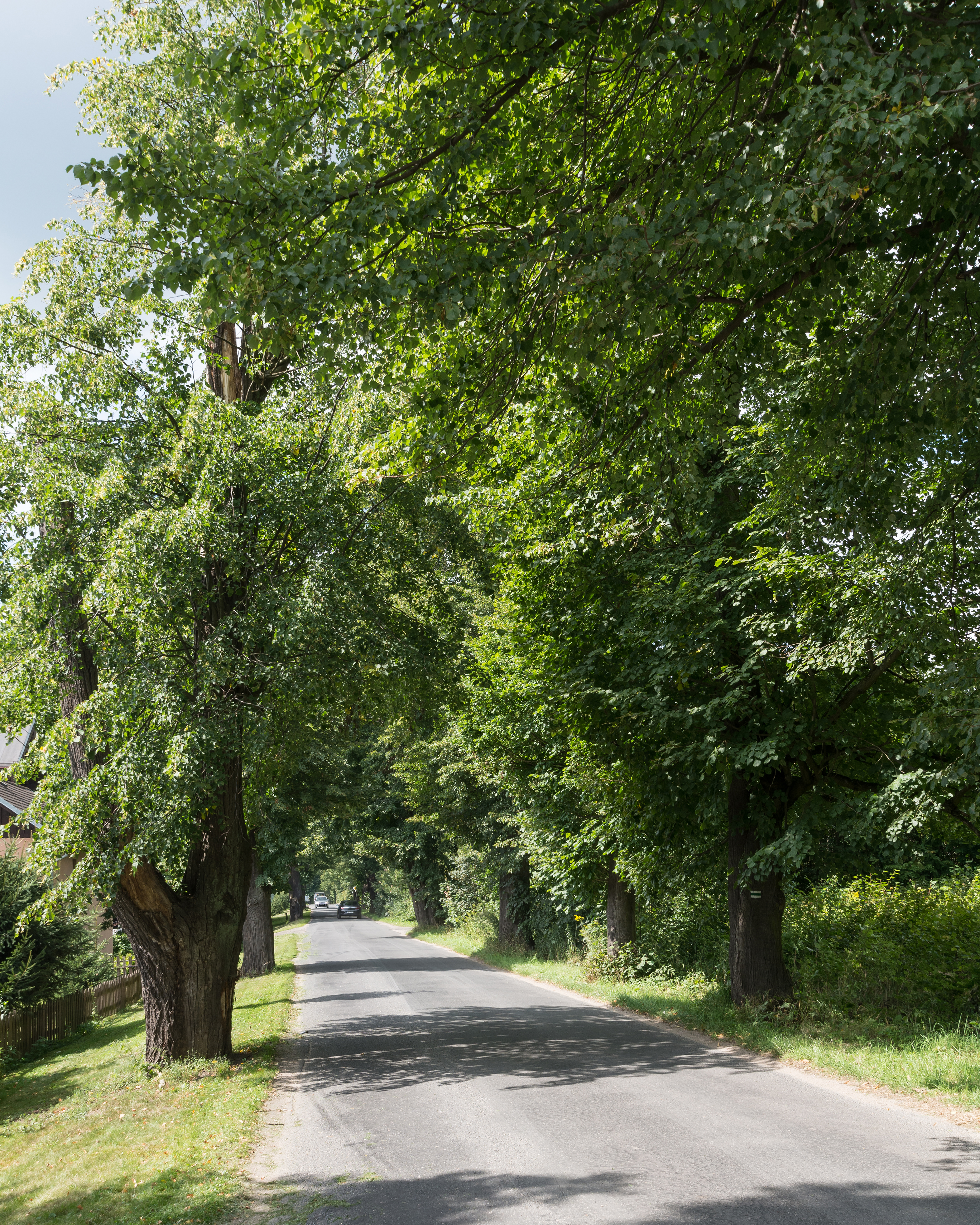
Aleja lipowa w Karpnikach

Aleja – droga piesza, rowerowa lub jezdna, jak również szlak komunikacji wodnej, obsadzony po obu stronach drzewami albo krzewami o określonej kompozycji, czyli z zachowaniem rytmu nasadzeń i powiązań krajobrazowych. Charakterystyczną jej cechą są także szczególne walory przyrodnicze, kulturowe, estetyczne i gospodarcze. Wyróżnia się aleje jednogatunkowe lub wielogatunkowe, jednowiekowe lub wielowiekowe oraz jedno-, dwu- lub wielorzędowe. W polskim krajobrazie otwartym najczęściej występuje aleja jednorzędowa (po jednym rzędzie z każdej strony), jednowiekowa i jednogatunkowa – liściasta (najpopularniejsze to: lipy, dęby, topole, klony – udział gatunków różni się między regionami).
Skrót od słowa aleja pisze się małą literą, a skrót od słowa aleje – wielką. Stąd np. Aleje Jerozolimskie, ale aleja Niepodległości (obie ulice w Warszawie).

## Historia
Aleje tworzone były już w starożytności, m.in. w Egipcie, Cesarstwie Rzymskim oraz na Bliskim Wschodzie. Król Persji, Dariusz III (336 – 330 r. p.n.e.), by rozwinąć i poprawić komunikację pocztową, kazał główne trakty obsadzić m.in. drzewami oliwnymi, w których cieniu gońcy mogliby odpocząć, jak również posilić się rosnącymi na nich owocami. Popularność alej w Europie przypadła na czasy renesansu. Szpalery drzew i krzewów pełniły wtedy przede wszystkim funkcję ozdobną, jak choćby w połowie XV w. w ogrodzie przy Villi Quaracchi niedaleko Florencji. Dlatego też etymologia słowa wywodzi się od francuskiego allée oznaczającego początkowo wyrównaną ścieżkę ogrodową, a potem drogę prowadzącą z rezydencji do ogrodu, wzdłuż której znajdowały się rabaty kwiatowe, rzadziej drzewa lub krzewy. Dzisiaj w wielu językach europejskich używane są pochodne słowa na określenie drogi obsadzonej drzewami (niem. Allee, czeski alej itd.), choć w samym języku francuskim allée takiego znaczenia nie posiada.
Pruski pragmatyzm powrócił w XVIII i XIX wieku do praktycznego wykorzystywania alej. Obsadzane były nie tylko drogi lądowe (w tym torowiska kolejowe), ale również szlaki wodne i kanały melioracyjne. Miało to usprawnić przemieszczanie się podróżnych, chroniąc ich przed deszczami, śnieżycą, słońcem, a w przypadku nasadzeń drzewami owocowymi stanowić miały aleje także bazę wyżywieniową, np. dla maszerującego wojska. Drzewa przydrożne chroniły pasy drogowe przed zaoraniem przez użytkowników sąsiednich pól, a zimą i w nocy ułatwiały orientację. Typowo gospodarcze znaczenie nadał alejom Fryderyk II Wielki fundując posadzenie (głównie przy drogach) około miliona morw, jako sposób na uniezależnienie kraju od importu jedwabiu. Z władców Prus wzięli przykład inni panujący i sadzenie drzew przy drogach stało się w Europie modne.
Najstarsza w Europie Środkowej i prawdopodobnie na Ziemi zachowana przydrożna aleja została założona w 1615-1619 roku w Hellbrunn koło Salzburga. Z niemal siedmiuset posadzonych wówczas drzew, zachowało się kilkanaście lip.
W Polsce w XIX wieku o alejach pisano często w czasopiśmie „Ogrodnik Polski”, a w 1901 roku opublikowana została w Warszawie książka Edmunda Jankowskiego „Drzewa na drogach” omawiająca nie tylko zalety nasadzeń wzdłuż szlaków komunikacyjnych, ale również sposób ich pielęgnacji i ochrony. W dwudziestoleciu międzywojennym wydawane były też ministerialne okólniki nakazujące placówkom edukacyjnym obowiązkowe organizowanie dni sadzenia drzew. Z kolei na łamach np. „Poradnika Ogrodniczego” informowano o korzyściach finansowych z tworzenia alei.

## Współczesne znaczenie
Wraz ze zmianami cywilizacyjnymi zmieniało się także znaczenie alei. Odkryto także nowe ich właściwości, które można rozpatrywać pod wieloma, często przenikającymi się nawzajem, aspektami, m.in.: kulturowymi, przyrodniczymi, gospodarczymi, estetycznymi czy zdrowotnymi.

### Znacznie kulturowe
Aleje stanowią żywe pomniki historii. Podobnie jak dzieła architektoniczne, stają się charakterystycznymi elementami przestrzeni, a czasem wręcz symbolami na skalę danego regionu (z alei słyną Warmia, Mazury i Powiśle, czyli dawne Prusy Wschodnie) albo całego kraju (kojarzone z polskim pejzażem aleje czy szpalery wierzbowe przy polnych drogach).

### Znaczenie gospodarcze
Mimo że spadła wartość ekonomiczna alei owocowych, to jednak wciąż jeszcze np. w powiecie opolskim i nowotarskim niektóre gminy zarabiają na ich dzierżawie, a wciąż niezwykle istotną zaletą alej jest także ich rola ochronna pól uprawnych. Mimo że drzewa przy drogach w bezpośrednim swym sąsiedztwie obniżają plony z powodu zacienienia i konkurencji o wodę i sole mineralne, to jednak w ogólnym bilansie ich istnienie w krajobrazie rolniczym przynosi korzyści także gospodarcze. Dzieje się tak ponieważ:
- drzewa, hamując wiatr, zmniejszają wysuszanie pola i roślinności oraz wywiewanie próchnicy i cząstek ilastych z gleby,
- poprawiają warunki wodne gruntów uprawnych, sprzyjając opadom atmosferycznym i akumulacji śniegu,
- na podtopionych polach drzewa przyspieszają osuszanie, co było jednym z powodów tradycyjnego na polskiej wsi sadzenia wierzb wśród pól.[9]

Podobną funkcję ochronną pełni cień drzew osłaniając drogi asfaltowe przed działaniem słońca, które powoduje deformacje i zniszczenie nawierzchni. Trwałość dróg zacienionych wydłuża się nawet kilkukrotnie. Niewątpliwie pozytywny wpływ mają aleje również na turystykę, przyciągając rzesze rowerzystów, wędrowców i spacerowiczów. Przykładem tego jest liczący 2500 km Szlak Alej w Niemczech czy drogi rowerowe Warmii i Mazur.

### Znacznie zdrowotne
Aleje istotnie niwelują hałas (do 50%) oraz pełnią funkcję filtrów. Potrafią zneutralizować nawet do 70% zanieczyszczeń powietrza. Poza tym drzewa wytwarzają tlen, a także substancje lotne, które mają charakter bakteriobójczy, stymulujący proces oddychania i krążenia oraz regulujący działanie układu nerwowego. Drzewa przyczyniają się także do zwiększenia potencjału jonowego i tworzenia korzystnego bilansu jonów ujemnych i dodatnich w powietrzu.

### Znaczenie przyrodnicze
Aleje to siedlisko dla wielu organizmów. Dla nietoperzy bywają miejscami dziennego wypoczynku oraz pełnią rolę korytarzy ekologicznych pomiędzy ich kryjówkami, żerowiskami i miejscami rojenia. Gniazda w alejach zakładają nierzadko myszołowy, polujące na terenach rolniczych na gryzonie. Zaś w dziuplach starych drzew gnieżdżą się chętnie puszczyki, dudki oraz kraski. W szpalerach drzew spotkać można także szczygły, zięby, dzwońce, remizy i in. Aleje to także szczególnie ważne siedlisko i korytarz ekologiczny pachnicy dębowej, chrząszcza objętego najwyższym priorytetem ochronnym Unii Europejskiej. Pachnica jest również gatunkiem wskaźnikowym w wyznaczaniu specjalnych obszarów ochrony w ramach sieci „Natura 2000”. Poza tym aleje to także siedlisko licznych owadów zapylających pola oraz miejsce występowania rzadko spotykanych gdzie indziej porostów nadrzewnych. Aleje uważa się za kluczowy element tzw. zielonej infrastruktury ze względu na ich rolę ekologiczną w krajobrazach otwartych, zarówno jako siedlisk, jak i korytarzy ekologicznych łączących różne ekosystemy.
W 2016 roku w Polsce objętych ochroną jako pomnik przyrody było 770 alej. Najwięcej w województwie wielkopolskim (107), a najmniej w świętokrzyskim (15).

## Kontrowersje
Niektórzy w przydrożnych drzewach widzą przede wszystkim zagrożenie. Aleje bywają nazywane nawet „drogami śmierci”, więc nierzadko postuluje się ich likwidację. Tymczasem to nie drzewa są niebezpieczeństwem i powodem wypadków, lecz nadmierna prędkość oraz prowadzenie pojazdu po spożyciu alkoholu. Ponadto obserwacje prowadzone w Danii i Niemczech potwierdzają, że najwięcej wypadków śmiertelnych ma miejsce na drogach szybkiego ruchu pozbawionych drzew. Analogiczne były statystyki prowadzone w 2004 roku na drogach warmińsko-mazurskich. Badania holenderskie wykazały z kolei, że obecność drzew w pejzażu obniża znacznie poziom stresu, napięcia, przemocy i agresji, co również wpływa pozytywnie na użytkowników dróg. Szeroko zakrojoną i zakończoną sukcesem kampanię ochrony alej w Niemczech zainicjował na początku lat 90. XX wieku niemiecki automobilklub ADAC (Allgemeiner Deutscher Automobil-Club) zrzeszający miliony kierowców.
Utrata części drzew w wyniku modernizacji dróg jest jednak nieuchronna, dlatego należy kompensować tę stratę sadzeniem nowych oraz odtwarzaniem i uzupełnianiem starych alej tam, gdzie warunki na to pozwalają.

## Kampanie
Liczne inicjatywy w obronie alej pojawiły się po roku 1990 w Niemczech w związku z zagrożeniem wycięcia setek kilometrów alej, spowodowanym dostosowywaniem standardu dróg byłego NRD do landów zachodnich. Poza akcjami informacyjnymi i edukacyjnymi, prowadzono również działania mające na celu zmiany prawne, czego efektem była m.in. ustawa o ochronie natury i krajobrazu Meklemburgii-Pomorza z 21 czerwca 1998 r., w której cały paragraf 27 poświęcony jest właśnie ochronie alej. Równolegle zwiększono policyjne kontrole prędkości oraz wprowadzano unowocześnione znaki ostrzegawcze w miejscach niebezpiecznych, a także zainstalowano 1352 kilometry energochłonnych barierek ochronnych. Jednym z sukcesów tej kampanii było też wytyczenie przez niemiecki automobilklub ADAC liczącego 2500 km Szlaku Alej łączącego południowy wschód kraju z położoną nad Bałtykiem Rugią (Deutsche Alleenstraße).
W Czechach działania na rzecz alej prowadzi stowarzyszenie ekologiczne Arnika.
„Ratujmy aleje” – działania edukacyjne, interwencyjne i wydawnicze Stowarzyszenia na rzecz Ochrony Krajobrazu Kulturowego Mazur „Sadyba. Akcja została podjęta w 2004 roku z inicjatywy Krzysztofa Worobca w związku z licznymi wówczas niekontrolowanymi wycin-kami drzew przydrożnych. Ruch ten zyskał poparcie wielu organizacji pozarządowych oraz znanych osób świata kultury. Podjęto próby wprowadzenia zmian ustawy o ochronie przyrody w zakresie ochrony drzew. Udało się nagłośnić sprawę zarówno w mediach polskich, jak i niemieckich, co uwrażliwiło opinię publiczną na problem masowego wycinania drzew przy-drożnych, jak również spowodowało kontrolę NIK, która potwierdziła zarzuty Stowarzyszenia „Sadyba” wobec wielu niezgodnych z obowiązującym prawem wycinek drzew przydrożnych. Wciąż także podejmowane są działania interwencyjne na terenie całego kraju. W roku 2010 Krzysztof Worobiec wylobbował w Sejmie poprawkę do ustawy o ochronie przyrody wzmacniającą ochronę drzew przydrożnych.
„Drogi dla natury” – ogólnopolski program ochrony alej zainicjowany przez Fundację EkoRozwoju (FER) z Wrocławia w 2009 roku i przez nią koordynowany. Jest kontynuacją i rozwinięciem regionalnej akcji „Sadzimy dęby w Dolinie Baryczy”, prowadzonej od roku 2007 przez FER (wówczas jako Dolnośląska Fundacja Ekorozwoju) w partnerstwie z Fundacją Doliny Baryczy. Główną strategią działania jest partnerska współpraca z zarządami dróg wszystkich szczebli oraz samorządami, mająca na celu zmianę praktyki traktowania drzew przy szlakach komunikacyjnych. W programie „Drogi dla Natury” współpracują liczne organizacje społeczne prowadzące działania w swoich regionach. Inicjatorem i koordynatorem programu jest Piotr Tyszko-Chmielowiec, wrocławski przyrodnik i ekolog.
FER i organizacje partnerskie posadziły w latach 2010-12 ponad 30 000 drzew przydrożnych w sześciu województwach. Organizacja licznych konferencji oraz warsztatów zainicjowała dialog na temat skutecznej ochrony alej przy jednoczesnym zapewnieniu bezpiecznego transportu. Z kolei podniesienie kompetencji pracowników służb drogowych spowodowało, że zaczęła maleć liczba wycinanych drzew (np. przy drogach wojewódzkich na Dolnym Śląsku aż o połowę). Obecnie działania programu „Drogi dla Natury” obejmują ponad połowę województw, a ich głównymi formami są planowanie rozwoju zadrzewień na poziomie gmin oraz szkolenia dla drogowców i urzędników samorządowych. Trwa także akcja informacyjna i wydawnicza, której efektem są m.in. dwa opublikowane praktyczne podręczniki: „Aleje. Skarbnice przyrody. Praktyczny podręcznik ochrony alej i ich mieszkańców”, red. Piotr Tyszko-Chmielowiec, Drogi dla natury, Wrocław 2012 oraz „Aleje. Podręcznik użytkownika. Jak dbać o drzewa, żeby nam służyły”, red. Piotr Tyszko-Chmielowiec, Kamil Witkoś, Drogi dla natury, Wrocław 2012.